# Jean Eric Rehn
Jean Eric Rehn, född 18 maj 1717 i Stockholm, död 19 maj 1793, var en svensk arkitekt och grafiker. Han var son till lappfogden Eric Bjur och Rebecca Rehn (ca 1689-1748).

## Utbildning
Jean Eric Rehn ingick i unga år i fortifikationen, där han blev dessinatörlöjtnant. 23 år gammal reste han 1740 med offentligt understöd till Paris för att studera etsning. Där blev han elev åt Le Bas, i vars verkstad han utförde jaktscener.
Hårleman tog på statens vägnar kontakt med honom våren 1745. Rehn skulle komma hem för att mot årlig lön skapa mönsterritningar för siden-, ylle- och linnefabriker åt Manufakturkontoret och de verk som var underställda det. Han började med att sätta sig in i de nyaste franska metoderna, som han ansåg passande för de svenska manufakturerna.

## Rehn som konstindustriell formgivare
Efter sin hemkomst samma år utövade Rehn en flitig och mångsidig verksamhet. Förutom sitt arbete till fabrikerna gjorde han ritningar till konstindustriella föremål, åt juvelerare, konstsnickare och åt Rörstrands Porslinsfabrik. Han utförde kartonger till tapetvävnad, vilka användes av de vid slottet anställda franske vävarna, gjorde gravyrer och ritningar till medaljer, var lärare i teckning för kronprins Gustav III och hans bröder. Han var senare även lärare för Gustav IV Adolf som kronprins, samt vid akademien, där han även inrättade en gravyrskola. I Överintendentsämbetet blev han dessinatör och kopist 1753.

## Rehn vid hovet
På drottning Lovisa Ulrikas bekostnad reste han jämte målaren Johan Pasch 1755 till Frankrike och Italien. Resan tog sexton månader; ett halvår tillbringades i Rom. Hemkommen, blev Rehn hovintendent och professor vid akademien 1757. 
Han sysselsattes mycket för hovets räkning, särskilt under inredningsarbeten vid Lovisa Ulrikas tillbyggnader på Drottningholms slott (biblioteket, naturaraliekabinettet) och senare vid de omändringar på Gripsholms slott, som Gustav III genomförde 1779 (vita salen, drottningens sängkammare) samt på Stockholms slott. Rehn nydekorerade Bollhusteaterns salong 1772 och gjorde dessutom ritningar till möbler med Georg Haupt. 
Under sin första verksamhetsperiod anslöt sig till den genom Carl Hårleman förmedlade franska rokokostilen. Rehn tidigt starka intryck av den gryende Ludvig XVI-stilen, som han utvecklade i självständig riktning, och därmed blev han den gustavianska stilens egentliga skapare. Han var även riddare av Vasaorden och en av skaparna till föregångaren till dagens Konstfack.

## Rehn som arkitekt och karikatyrist

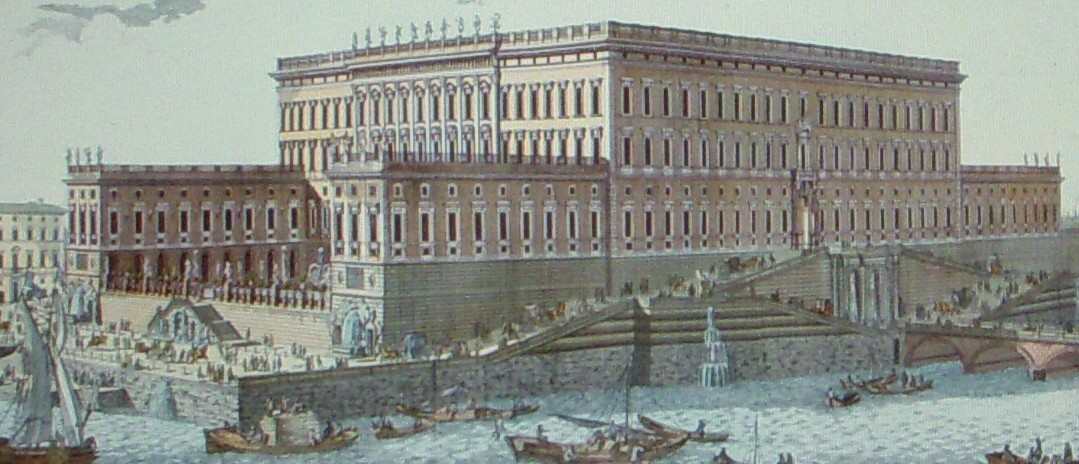
Rehns illustration, Stockholms slott 1770.

Rehns verksamhet som arkitekt var relativt betydande, även om han blivit mest uppmärksammad som inredningsarkitekt. Han anlitades åren kring 1760 av Charles De Geer i Lövstabruk, där han ritade biblioteks- och naturaliekabinettsflyglarna som flankerar herrgården, vidare volièren samt grindarna till norra och södra ändarna av bruksgatan. Likaså anlitades han för betydelsefulla inredningsarbeten i herrgården, särskilt matsalen. Dessutom gjorde han ritningar till Stora Väsby slott, Gimo herrgård, Forsmarks herrgård med omgivning och Österby slott i Uppland och Ljungs slott i Östergötland och Tullesbo Slott i Skåne, till Sutherska huset vid dåvarande Adolf Fredriks torg (ett numera rivet prov på tidig gustaviansk stil) och till Johannes kyrka, en kupolkyrka med klassisk tempelfront. Denna kyrka grundlades 1783, men arbetena avbröts snart och blev inte återupptagna. 1778 reste Rehn åter utomlands för att anskaffa garnsorter till savonnerivävnader för slottet. 
Han var konstakademiens vice preses 1773-1789. 1789 lämnade han sin hovintendentsbefattning. Som gravör var han verksam ännu vid 1780-talets slut. Han graverade antika byggnader från Rom 1787-1789. 
Rehn var, som Johan Tobias Sergel, en känd karikatyrtecknare i Sverige. Sergel utförde hans minnesvård med porträttmedaljong i Klara kyrka. Rehn finns representerad vid bland annat Nationalmuseum i Stockholm, Norrköpings konstmuseum, Göteborgs konstmuseum och Röhsska museet

## Bilder verk i urval

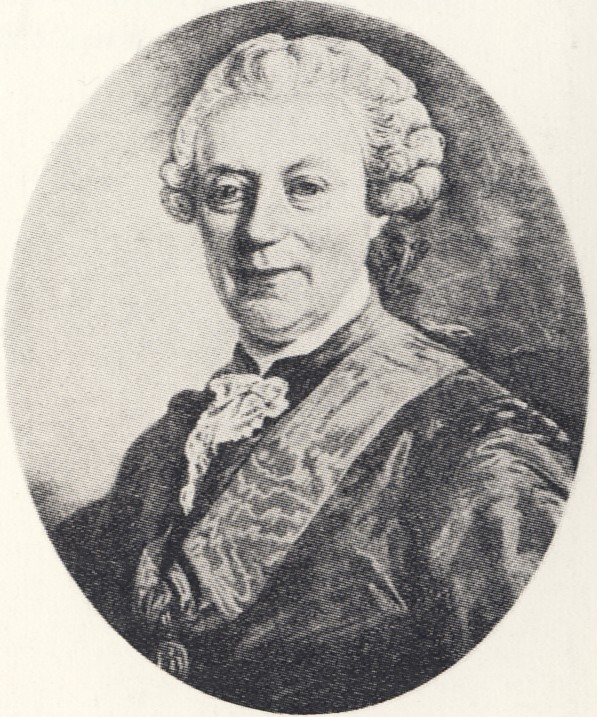
Jean Eric Rehn. Målning av Lorenz Pasch d.y.
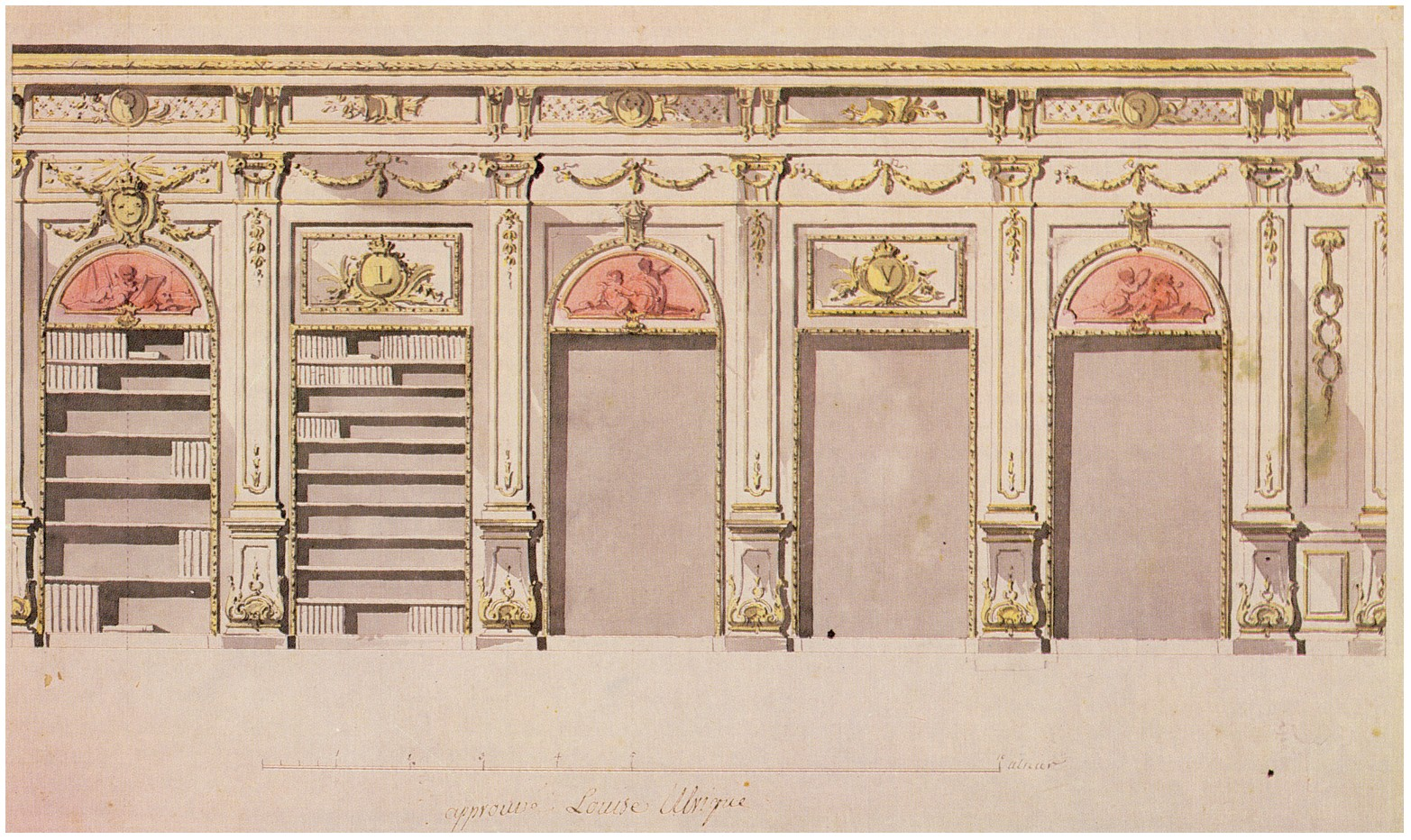
Drottningholms slottsbibliotek, inredning 1767.
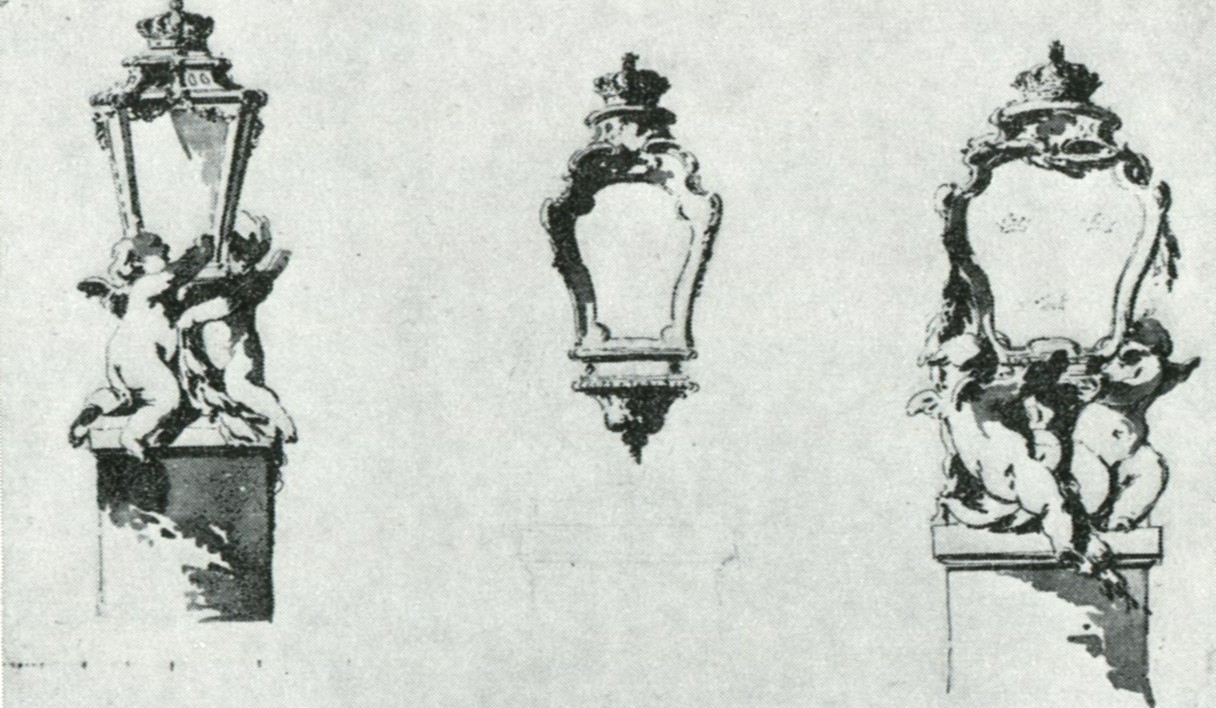
Ritningar till lyktgrupper Stockholms slotts trapphus, 1750-tal.
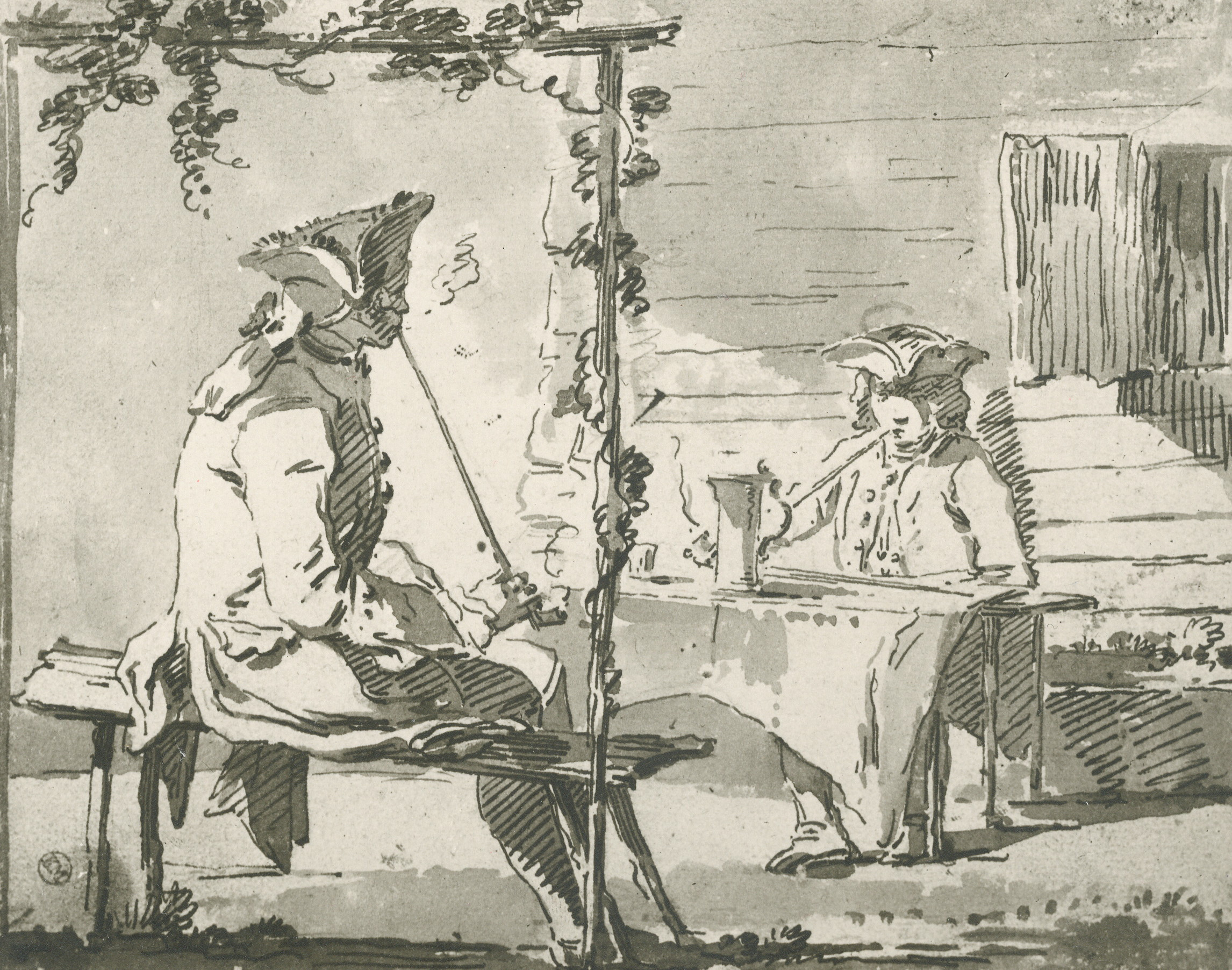
Scen från Ålkistans värdshus, 1700-talets mitt.